# Laura Freigang
Laura Freigang (Kiel, 1º febbraio 1998) è una calciatrice tedesca, attaccante dell'Eintracht Francoforte e della nazionale tedesca.
Più volte convocata con le maglie delle nazionali giovanili della Germania, con la formazione Under-19 ha raggiunto le semifinali nelle edizioni di Israele 2015 e Irlanda del Nord 2017.

## Statistiche

### Presenze e reti nei club
Statistiche aggiornate al 3 dicembre 2024.
| Stagione                     | Squadra                      | Campionato                   | Campionato | Campionato | Coppe nazionali | Coppe nazionali | Coppe nazionali | Coppe internazionali | Coppe internazionali | Coppe internazionali | Altre coppe | Altre coppe | Altre coppe | Totale | Totale |
| Stagione                     | Squadra                      | Comp                         | Pres       | Reti       | Comp            | Pres            | Reti            | Comp                 | Pres                 | Reti                 | Comp        | Pres        | Reti        | Pres   | Reti   |
| ---------------------------- | ---------------------------- | ---------------------------- | ---------- | ---------- | --------------- | --------------- | --------------- | -------------------- | -------------------- | -------------------- | ----------- | ----------- | ----------- | ------ | ------ |
| 2014-2015                    | TSV Schott Mainz             | RL                           | 18         | 20         | CG              | 3               | 1               | -                    | -                    | -                    | -           | -           | -           | 21     | 21     |
| 2015-2016                    | TSV Schott Mainz             | 2BL                          | 13         | 4          | CG              | ?               | ?               | -                    | -                    | -                    | -           | -           | -           | 23     | 11     |
| Totale TSV Schott Mainz      | Totale TSV Schott Mainz      | Totale TSV Schott Mainz      | 31         | 24         | -               | 3+              | 1+              | -                    | -                    | -                    | -           | -           | -           | 34+    | 25+    |
| 2018-2019                    | 1. FFC Francoforte           | BL                           | 20         | 10         | CG              | 3               | 1               | -                    | -                    | -                    | -           | -           | -           | 23     | 11     |
| 2019-2020                    | 1. FFC Francoforte           | BL                           | 22         | 16         | CG              | 2               | 1               | -                    | -                    | -                    | -           | -           | -           | 24     | 17     |
| Totale 1. FFC Francoforte    | Totale 1. FFC Francoforte    | Totale 1. FFC Francoforte    | 42         | 26         | -               | 5               | 2               | -                    | -                    | -                    | -           | -           | -           | 47     | 28     |
| 2020-2021                    | Eintracht Francoforte        | BL                           | 22         | 17         | CG              | 5               | 4               | -                    | -                    | -                    | -           | -           | -           | 27     | 21     |
| 2021-2022                    | Eintracht Francoforte        | BL                           | 21         | 12         | CG              | 2               | 2               | -                    | -                    | -                    | -           | -           | -           | 23     | 14     |
| 2022-2023                    | Eintracht Francoforte        | BL                           | 19         | 10         | CG              | 2               | 2               | UWCL                 | 2                    | 0                    | -           | -           | -           | 23     | 12     |
| 2023-2024                    | Eintracht Francoforte        | BL                           | 20         | 9          | CG              | 3               | 0               | UWCL                 | 8                    | 4                    | -           | -           | -           | 31     | 13     |
| 2024-2025                    | Eintracht Francoforte        | BL                           | 10         | 10         | CG              | 2               | 3               | UWCL                 | 2                    | 3                    | -           | -           | -           | 14     | 16     |
| Totale Eintracht Francoforte | Totale Eintracht Francoforte | Totale Eintracht Francoforte | 92         | 58         | -               | 13              | 7               | -                    | 13                   | 11                   | -           | -           | -           | 118    | 76     |
| Totale carriera              | Totale carriera              | Totale carriera              | 165        | 108        | -               | 21+             | 10+             | -                    | 13                   | 11                   | -           | -           | -           | 199+   | 129+   |

## Palmarès

### Nazionale
- Bronzo olimpico: 1

Parigi 2024

### Individuale
- Fritz-Walter-Medaille

 Bronzo 2015